# Macromitrium syntrichophyllum
Macromitrium syntrichophyllum är en bladmossart som beskrevs av Thériot och Potier de la Varde 1918. Macromitrium syntrichophyllum ingår i släktet Macromitrium och familjen Orthotrichaceae. Inga underarter finns listade i Catalogue of Life.